# 科利德尔
科利德尔是巴西马托格罗索州的一个市镇。总面积3038.249平方公里，总人口30685人，人口密度10.1人/平方公里。